# Eric del Castillo
J. Eduardo Eric Del Castillo-Negrete Galván, közismert nevén Eric del Castillo  (Celaya, Guanajuato, Mexikó, 1930. július 20.[forrás?] –) mexikói színész.

## Élete és pályafutása
1930. július 30-án[forrás?] született. Leánya Kate del Castillo szintén színésznő.

## Filmográfia

### Telenovellák
- Tres veces Ana (Ana három arca) (2016) .... Evaristo Guerra
- Corazón que miente (2016) .... Manuel Salvatierra Teri
- Que te perdone Dios (2015) .... Don Bruno Flores Riquelme
- Lo que la vida me robó (Szerelem zálogba) (2013-2014) .... Padre Anselmo Quiñones
- Abismo de pasión (Bűnös vágyak) (2012) .... Lucio Elizondo
- Soy tu dueña (A csábítás földjén, Riválisok) (2010) .... Federico Montesinos
- Un gancho al corazón (2008–2009) ... Marcos Lerdo de Tejada
- Pasión (2007–2008) .... Don Gaspar
- Mundo de fieras (2006–2007) .... Don Germán
- La verdad oculta (2006).... Gregorio Pineda
- Mujer, casos de la vida real
- Apuesta por un amor (2004–2005) .... Chepe Estrada
- Niña amada mía (2003) .... Clemente Soriano
- Amigas y rivales (Szeretők és riválisok) (2001) .... Don Roberto de la O
- Mujeres engañadas (1999–2000) .... Jorge Martínez
- Cuento de navidad (1999–2000) .... Melquíades
- Nunca te olvidaré (Esperanza) (1999) .... Lic. Méndez
- La mentira (A vipera) (1998) .... Teodoro 'Teo' Fernández-Negrete
- Huracán (1997–1998) .... Fernán Vargaslugo
- La culpa (1996) .... Lic. Yllades
- María la del barrio (1995–1996)
- Lazos de amor (1995–1996)
- Alondra (1995).... Baldomero Díaz
- Más allá del puente (1993–1994) .... Daniel Santana
- De frente al sol (1992) .... Daniel Santana
- Cuando llega el amor (1989–1990) .... Rafael Contreras
- Luz y sombra (1989)
- El precio de la fama (1987) .... Alfonso Bernal
- Senda de gloria (1987)
- El maleficio (1983)
- Nosotras las mujeres (1981) .... Manuel
- Tania (1980) .... Juan
- Añoranza (1979)
- No tienes derecho a juzgarme (1979)
- Yara (1979) .... Juan Carlos
- Yo no pedí vivir (1977) .... Pedro
- Mundo de juguete (1974)
- La tierra (1974) .... Estrada
- Mi rival (1973)
- La maldición de la blonda (1971)
- Lucía Sombra (1971) .... Santiago Rangel
- La constitución (1970)
- Pueblo sin esperanza (1968)
- Duelo de pasiones (1968) .... Ángel
- Felipa Sánchez, la soldadera (1967) .... López
- El medio pelo (1966) .... Guadalupe Marcial
- Tu eres un extraño (1965)
- El dolor de vivir (1964)
- La sombra del otro (1963)
- Grandes ilusiones (1963)
- Lo imperdonable (1963)
- La herencia (1962)

### Filmek
- Guía de Turistas (2013)
- Guerreros de corazón, espíritu de triunfo (2011) - El Profe
- Guadalupe (2006) .... Don Luis
- Dos bien puestos (2006)
- La mesa que más aplauda (2006)
- Superhéroe. (2004)
- Juventud inquieta (2004)
- En las garras de la muerte (2004)
- 100 kilos de plomo (2002)
- Comando M-5 (2002)
- Ángel de la noche (2002)
- El zar del contrabando (2001)
- Pánico en la frontera (2001)
- El encabronado (2000)
- Diamantes colombianos (2000) .... Saturnino
- Noches de terror (2000)
- La vida loca (1999)
- Secuestro en Guerrero (1999)
- El narco del año (1999)
- Kilos de muerte (1999)
- Reclusorio III (1999)
- Era cabrón el muchacho (1999)
- Clave secreta (1998) .... Don Gabriel
- Rapto sangriento (1998)
- La ciudad del crimen (1998)
- Y se hizo justicia 2 (1998)
- Carros robados (1998)
- Campo de ortigas (1998) .... Héctor
- Doble fondo (1997)
- Por una mujer casada (1997)
- La mafia nunca muere (1997)
- La gran traición (1997)
- La hija del hacendado (1997)
- La carreta de la muerte (1996)
- Ruta 100 (1996)
- La mafia no perdona (1995)
- Escuadrón de honor (1995)
- El hijo del pistolero (1995)
- Ataque salvaje (1995)
- El barón de la coca (1995)
- Vagabunda (1994) .... Don Pascual
- Muerte a la mafia (1994)
- Justicia (1994) .... Roberto Bronson
- La muerte de un cardenal (1993)
- Furia de barrio (1993)
- Círculo del vicio (1993)
- Halcones de la muerte - Espías mortales (1993) .... Don Edgar
- Por error (1993)
- Milagro de Vietnam (1992)
- Persecución infernal (1992)
- Seducción sangrienta (1992) .... Luis Alberto Fernández
- Horas violentas (1992) .... José
- Sed de venganza (1992)
- La blazer blindada 2 (1992) .... Antonio
- Pedro infante vive? (1991) .... Jorge Rocha
- Silencio mortal (1991) .... Pedro Martínez
- La mafia en Jalisco (1991)
- El hijo del Santo en el poder de Omnicron (1991)
- Escuadrón suicida (1991)
- Bestia nocturna (1990)
- Dios se lo pague (1990)
- Escape a la muerte (1990)
- Con el fuego en la sangre (1990)
- Mala yerba nunca muere (1990)
- La caída de Noriega (1990)
- Pacto sangriento (1990)
- Marcados por el destino (1990)
- La fuerza del odio (1990)
- Reportaje sangriento (1990)
- Emboscada (1990)
- Cabalgando con la muerte (1989) .... Don Isidro
- El fiscal de hierro (1989)
- Garra de tigre (1989)
- Marcado por el odio (1989)
- Los camaroneros (1988)
- La guerrera vengadora (1988)
- El gran relajo mexicano (1988)
- Justa venganza (1988)
- La puerta negra (1988) .... Don Cipriano
- Hombres de arena (1987)
- Mojados de corazón (1987)
- Matadero (1987)
- Fiera solitaria (1987)
- Lo negro del negro (1987)
- El último desafío (1987)
- Muelle rojo (1987) .... Emilio
- Contrabando y muerte (1986)
- La pintada (1986)
- O'ra es cuando chile verde (1986)
- Cacería de traficantes (1985)
- Rosa de la frontera (1985)
- Forajidos en la mira (1985)
- Golondrina presumida (1985)
- El último disparo (1985)
- El mexicano feo (1984)
- Noche de carnaval (1984) .... Capitán de policía
- México vs. Estados Unidos (1984)
- La muerte cruzó el río Bravo (1984) .... Don Porfirio
- Cazador de asesinos (1983)
- Vuelven las sobrinas del diablo (1983)
- Me lleva la tristeza (1983)
- Fieras en brama (1983)
- Lazos de sangre (1983)
- Los dos matones (1983)
- El traficante (1983)
- Las sobrinas del diablo (1983)
- Los gatilleros del diablo (1983)
- Un adorable sinvergüenza (1983)
- La venganza de Maria (1983)
- Los hijos de Peralvillo (1983)
- ¡Kung Fu Mortal!
- El naco mas naco (1982)
- En las garras de la ciudad (1982)
- Un reverendo trinquetero (1982)
- La virgen y el fotógrafo (1982)
- Oro blanco, droga maldita (1982) .... Juvenal
- El extraño hijo del Sheriff (1982) .... Sheriff
- La contrabandista (1982)
- Perro callejero II (1981)
- El héroe desconocido (1981) .... Diputado
- El color de nuestra piel (1981) .... Don ricardo torres
- Las grandes aguas (1980)
- Blanca Nieves y... sus 7 amantes (1980)
- La virgen y el fotografo  (1980)
- Hijos de tigre (1980)
- Perro callejero (1980)
- Te solte la rienda (1980) .... Hermenegildo Carrasco
- El cortado (1979)
- La hija del odio (1979)
- Dimas de Leon (1979)
- Las noches de Paloma (1978) .... General Othón Oropeza
- Los de abajo (1978)
- Víbora caliente (1978) .... Emiliano
- Un mulato llamado Martín (1975)
- ...Y la mujer hizo al hombre (1975)
- La trenza (1975) .... Gastulo
- Presagio (1975) .... Mateo
- Hermanos de sangre (1974)
- La isla de los hombres solos (1974)
- Viento salvaje (1974)
- El amor tiene cara de mujer (1973)
- Carne de horca (1973) .... Mario
- Vanessa (1972) .... Tony
- El fantástico mundo de los hippies (1972)
- Jesús, María y José (1972) .... Amroth
- Los marcados (1971) (as Erik del Castillo) .... El Pardo
- Santo en la venganza de la momia (1971) .... Sergio Morales
- La sangre enemiga (1971)
- El médico módico (1971)
- La venganza de Gabino Barrera (1971)
- Ave sin nido (1971)
- La generala (1971) .... Coronel Feliciano López
- El tunco maclovio (1970) .... Yuma
- El hermano Capulina (1970)
- Juan el desalmado (1970)
- El último pistolero (1969)
- Los siete proscritos (1969)
- Enigma de muerte (1969) .... Sandokan
- El crepúsculo de un dios (1969)
- Primera comunión (1969)
- Mil máscaras (1969)
- Todo por nada (1969)
- Arriba las manos Texano (1969)
- Una horca para el Texano (1969)
- Pasaporte a la muerte (1968)
- Amor en las nubes (1968)
- Vagabundo en la lluvia (1968)
- María Isabel (1968) .... Jerónimo Curiel
- Suave patria (1968)
- El imperio de Drácula (1967) .... Baron Draculstein
- La muerte en bikini (1967)
- Crisol (1967) .... El Callao
- Las mujeres panteras (1967) .... Captain Arturo Diaz
- Demonios sobre ruedas (1967)
- Cruces sobre el yermo (1967)
- La muerte es puntual (1967)
- Pedro Páramo (1967) .... Perseverancio
- Acapulco a go-go (1967) .... Mario Trevino
- La mano de Dios (1966)
- Los malvados (1966)
- Gatillo Veloz (1966)
- El tragabalas (1966)
- El hijo de Gabino Barrera (1965)
- Santo contra el estrangulador (1965) .... Marcos
- Amor de adolescente (1965)
- Tarahumara (Cada vez más lejos) (1965)
- Los dos cuatreros (1965)
- Las lobas del ring (1965) .... Bernardo
- El padre Diablo (1965)
- El útimo cartucho (1965) .... Figurin
- La sombra del mano negra (1964)
- Los fenómenos del fútbol (1964)
- Dos caballeros de espada (1964) .... Ganel
- Las invencibles (1964)
- El espadachín (1964)
- El mundo de las drogas (1964)
- Las hijas del Zorro (1964)
- Las chivas rayadas (1964)
- Las dos galleras (1964)
- Los hijos del condenado (1964)
- Las vengadoras enmascaradas (1963)
- La huella macabra (1963)
- Tormenta en el ring (1963)
- Tiburoneros (1963) .... El Costeño
- Rostro infernal (1963)
- El señor Tormenta (1963)
- La cabeza viviente (1963)
- Los amigos Maravilla en el mundo de la aventura (1963)
- Tlayucan (1962) .... Doroteo
- Pecado (1962)
- Lástima de ropa (1962)
- Los valientes no mueren (1962)
- El extra (1962)
- Los amigos Maravilla (1962)
- El ángel exterminador (1962)
- La marca del gavilán (1962)
- Cuanto vale tu hijo (1962)
- Juan sin miedo (1961)
- Viva Chihuahua (1961)
- Suicídate mi amor (1961)
- Azahares rojos (1961)
- La sangre de Nostradamus (1961)
- Verano violento (1960)
- La maldición de Nostradamus (1960)